# Trapped Ashes
 (novembre 2011).
Si vous disposez d'ouvrages ou d'articles de référence ou si vous connaissez des sites web de qualité traitant du thème abordé ici, merci de compléter l'article en donnant les références utiles à sa vérifiabilité et en les liant à la section « Notes et références ».
Pour plus de détails, voir Fiche technique et Distribution.
Trapped Ashes est un film d'horreur à sketches américano-japonais réalisé par Sean S. Cunningham, Joe Dante, John Gaeta, Monte Hellman et Ken Russell, sorti en 2006.
Le film a été présenté en première mondiale le 12 septembre 2006 au Festival international du film de Toronto, au Canada.

## Synopsis
Wraparound
Sept étrangers visitent des studios de cinéma à Hollywood. Leur guide, Desmond, les mène dans la fameuse House of Horror, dans laquelle ils se retrouvent bloqués. Coincés, ils décident de raconter leur histoire les plus terrifiantes, pour passer le temps.
The Girl With Golden Breasts
Une jeune comédienne au chômage veut une poitrine plus généreuse afin d'obtenir plus de rôles. Le chirurgien qu'elle va voir lui vante les mérites de sa pratique : implanter des poitrines de femmes décédées (carrément moins dangereux que le silicone). Seule petit inconvénient, les sympathiques implants mammaires doivent être nourris au sang frais.
Jibaku
Invité au Japon pour donner une conférence, un architecte décide de venir avec sa femme. La jeune femme rencontre un revenant et tombe sous son l'emprise.
Stanley's Girlfriend
Un réalisateur rencontre la fiancée de son meilleur ami. Entre eux va naitre une intense attirance physique. Les deux amoureux finissent par succomber à la tentation. Quelques années plus tard, notre cinéaste toujours hanté par la culpabilité, découvre dans le testament de son vieil ami, que la jeune femme n'est pas ce qu'elle semblait être.
My Twin, The Worm
Durant la même journée, une jeune femme apprend qu'elle est enceinte et qu'elle a un ver parasite dans son intestin. Entre la petite fille qu'elle porte et le ver un lien va se créer. Se considérant comme frère et sœur, les deux êtres, une fois nés, vont continuer à s'entraider pour le meilleur ou bien entendu  le pire.

## Fiche technique
Sauf indication contraire, les informations mentionnées dans cette section peuvent être confirmées par la base de données cinématographiques IMDb,  présente dans la section « Liens externes ».
- Titre original : Trapped Ahses
- Titre québécois : La Chambre de la Mort
- Réalisation : Joe Dante (segment Wraparound), Ken Russell (The Girl With Golden Breasts), Sean S. Cunningham (Jibaku), Monte Hellman (Stanley's Girlfriend), John Gaeta (My Twin, The Worm)
- Scénario : Dennis Bartok
- Direction artistique : Michael Corrado
- Décors : Robb Wilson King
- Costumes : Toni Burroughs-Rutter
- Photographie : Zoran Popovic
- Montage : Marcus Manton
- Musique : Kenji Kawai
- Production : Dennis Bartok, Yoshifumi Hosoya et Yuko Yoshikawa

Producteurs délégués : Michael Frislev, Akira Ishii, Yasushi Shiina, Norihiko Tani
Producteurs associés : Joe Ikeda, Yasuyuki Iwanami, Takahiro Maeyama, Masayuki Sano et Hirosuke Usui
- Sociétés de production : Independent Film Fund, Cinema Investment, Tokyo Broadcasting System, Asmik Ace Entertainment, Elephant Studio, Five Windows Productions et 11:11 Mediaworks
- Sociétés de distribution : Lionsgate (vidéo, États-Unis), Acteurs auteurs associés (France)
- Budget : n/a
- Pays d'origine :  États-Unis,  Japon
- Langue originale : anglais
- Format : couleur -
- Genre : horreur, sketches
- Durée : 105 minutes
- Dates de sortie[1] :
  -  Canada : 12 septembre 2006 (festival international du film de Toronto)
  -  États-Unis : 15 juillet 2008 (directement en vidéo)
  -  Japon : 24 avril 2008 (directement en vidéo)

## Distribution
- Jayce Bartok : Andy
- Henry Gibson : le guide touristique
- Lara Harris : Julia
- Scott Lowell : Henry
- Dick Miller : Max
- Rachel Veltri : Phoebe
- Michèle-Barbara Pelletier : Natalie / Martine
- John Saxon : Leo
- Yoshinori Hiruma : Seishin
- Tahmoh Penikett : Leo, jeune
- Amelia Cooke : Nina
- Tygh Runyan : Stanley, jeune